# المدرسة العثمانية
المدرسة العثمانية هي مجمع مدرسة في حلب في سوريا، اكتمل في عام 1730، وبُني في العصر العثماني.

## طالع أيضًا
- مدرسة الفردوس
- المدرسة السلطانية
- المدرسة الظاهرية البرانية
- حلب القديمة
- المدرسة الخسروية